# نوزان
 نوزان  روستای کوچکی      از توابع  بخش گله‌دار  در شهرستان مهر در جنوب استان فارس در  جنوب ایران واقع شده‌است.

## منبع
- بخشایش، محمد نور ، (دیوان محیا) ، ناشر: شرکت انتشارات جهان معاصر، تهران: چاپ اول، ۱۳۷۳ خورشیدی.